# Tavaana
Tavaana est un institut de formation en ligne destiné à la société civile iranienne (en anglais : e-Learning Institute for Iranian Civil Society). Signifiant empouvoir ou empowerment en anglais, Tavaana est une plateforme numérique de formation civique continue, dotée de ressources bibliographiques et éducatives bilingues, en persan et en anglais. Lancé en 2010 aux États-Unis, l’institut Tavaana se donne pour mission « de soutenir la citoyenneté active et le leadership civique en Iran par le biais de la formation et du renforcement des capacités de la société civile iranienne. »
Tavaana utilise toute une panoplie technologique allant des cours par correspondance et virtuels (e-classrooms) à la diffusion de ses programmes par des chaînes de télévision satellitaires (chaînes persanes Andisheh et Raha TV, et la chaîne kurde Rojhalat) et aux réseaux sociaux (Facebook, Twitter, Google+, Instagram, Soundcloud, et YouTube), pour mettre à la disposition de ses correspondants, étudiants et utilisateurs aux quatre coins du monde, des formations centrées sur la démocratie et les droits de l’homme, les droits des femmes, la liberté religieuse, le militantisme civique, etc.
La plateforme Tavaana possède également une bibliothèque virtuelle qui rend certaines œuvres classiques des domaines mentionnés plus haut, accessibles, en versions traduites en persan, aux membres de la société civile iranienne.
De son côté, la plateforme TavaanaTech constitue un espace virtuel d’échange et d’apprentissage destiné aux TIC, aux moyens technologiques de contourner la censure de l’Internet tout en maintenant la sécurité de l’utilisateur connecté.